# Martin Toft Madsen
Martin Toft Madsen (født 20. februar 1985 i Birkerød) er en dansk ingeniør og cykelrytter som kører for cykelholdet BHS-PL Beton Bornholm.
Martin Toft blev dansk enkeltstartsmester 2016 og han gentog sejren i 2017 og 2018.
I forbindelse med Københavns seksdagesløb 2017 i Ballerup Super Arena erobrede Martin Toft den mere end 40 år gamle danske timerekord, da han tilbagelagde 52,114 kilometer på en time. Dermed slog han Ole Ritters danske rekord fra 1974, som blev sat i Mexico City og lød på 48,879 kilometer.
I januar 2018 forbedrede han rekorden til 52,324 kilometer og slog dermed den tidligere Danmarksrekordholder Mikkel Bjerg med 0,013km. I juli 2018 forbedrede han sin rekord til 53,62 kilometer og satte samtidig den næstbedste distance i verden.

## Meritter
2015
3. plads, Duo Normand (med Mathias Westergaard)
2016
1. plads,  DM i enkeltstart
2. plads, Duo Normand (med Lars Carstensen)
3. plads, Chrono des Nations
2017
1. plads,  DM i enkeltstart
1. plads, Skive-Løbet
1. plads, Chrono des Nations
6. plads, EM i enkeltstart
2018
1. plads,  DM i enkeltstart
1. plads, Chrono des Nations 2018
2019
1. plads, 2 Etape Danmark Rundt 2019